# Grantola
Grantola település Olaszországban, Varese megyében. Lakosainak száma 1238 fő (2023. január 1.). Grantola Cassano Valcuvia, Cunardo, Mesenzana, Cugliate-Fabiasco, Ferrera di Varese és Montegrino Valtravaglia községekkel határos.

## Népesség
A település népességének változása:

| 2018 | 1 266 |
| 2023 | 1 238 |